# Büro der Legenden
Büro der Legenden (orig. Le bureau des légendes, internationaler Vermarktungstitel The Bureau) ist eine französische Fernsehserie in fünf Staffeln. Sie hatte am 27. April 2015 ihre Premiere beim französischen Fernsehsender Canal+. Die ersten drei Staffeln hatten ihre deutschsprachige Erstausstrahlung auf RTL Crime, die vierte und fünfte Staffel auf Joyn Plus+.
Als Regisseure der Serie fungierten Eric Rochant, Hélier Cisterne, Laïla Marrakchi, Antoine Chevrollier, Jérôme Salle, Mathieu Demy, Jean-Marc Moutout, Samuel Collardey, Anna Novion, Elie Wajeman, Mathieu Kassovitz und Jacques Audiard. Die deutschsprachige Synchronfassung entsteht bei der Bavaria Film Synchron GmbH, München.
Die Serie widmet sich aktuellen Themen wie dem Aufstieg von ISIS im Nahen Osten, Spionageabwehr, dem Kampf gegen den Terror oder dem Krieg in Syrien. Hauptfigur ist der Geheimagent Guillaume Debailly, welcher nach sechsjährigem Einsatz aus Syrien in seine Heimat zurückkehrt. In den folgenden Staffeln wird weiter auf seine Erlebnisse eingegangen und die Arbeit beim DGSE weiter erläutert.